# Isla Tiga (Nueva Caledonia)
La isla Tiga, también llamada Tokanod, es una isla ubicada en el sur del océano Pacífico. Se encuentra a 35 kilómetros (22 millas) de la isla de Lifou, y a 24,5 km (15 millas) de la isla Maré en las islas de la Lealtad. Las islas de la Lealtad forman parte del archipiélago mayor de Nueva Caledonia.
Tiga es parte de la comuna (municipio) de Lifou, en la provincia de Islas de la Lealtad (en francés: Province des îles Loyauté), una de las tres provincias del Territorio de Nueva Caledonia, un territorio de ultramar de Francia. La isla posee 6 km (3,7 millas) de largo y 2 kilómetros (1,2 millas) de ancho, para un total de unos 10 km cuadrados (4 millas cuadradas). El punto más alto es de 76 m (249 pies) por encima del nivel del mar. La población de la isla de Tiga fue de 169 en 1996, para una densidad de alrededor de 17 personas por km.